# Oakland (Oregon)
Oakland – miasto w Stanach Zjednoczonych, w stanie Oregon, w hrabstwie Douglas.